# Reichswehr

Steagul Reichswehr (1921 - 1935).

 Reichswehr   listen (ajutor·info) (în germană, Apărarea națională) a constituit entitatea forţelor armate ale Germaniei între 1919 și 1935, când a fost renumită Wehrmacht (în română, "Forța de apărare").

## Scurt istoric

### După primul război mondial

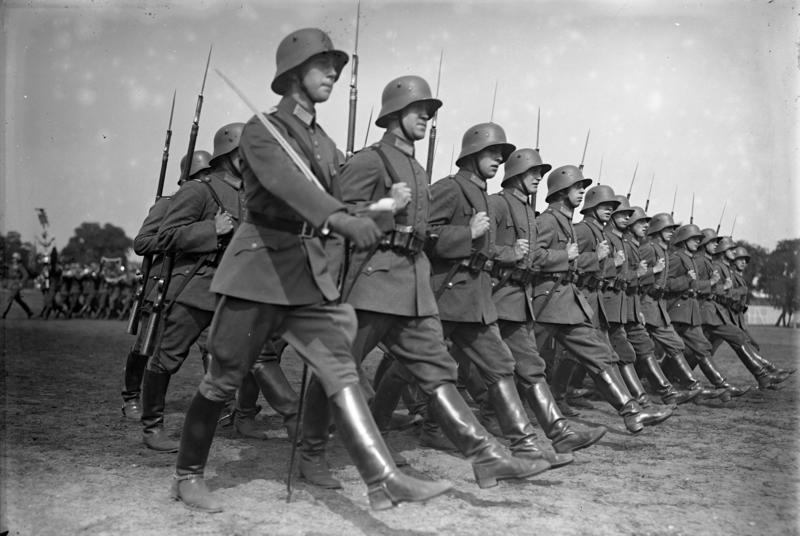
Reichswehr la paradă

La sfârșitul primului război mondial, forțele militare ale Imperiului german fuseseră aproape dezintegrate, majoritatea foștilor soldați și ofițeri întorcându-se acasă individual sau în grupuri mici. Mulți dintre ei s-au alăturat entității militare denumită Freikorps, o colecție de unități paramilitare de voluntari care au devenit ulterior implicate în revoluția germană, respectiv în ciocnirile de frontieră care au urmat între 1918 și 1923.
Noua formată Republică de la Weimar avea nevoie de o forță militară. La 6 martie 1919, guvernul Republicii a decretat existența entității militare, Vorläufige Reichswehr ("Apărarea națională provizorie"), care consta din Vorläufige Reichsheer ("Armata națională provizorie") și Vorläufige Reichsmarine ("Marina națională provizorie"). Circa 400,000 de oameni fuseseră înrolați în Reichsheer.

### Organizare
La 30 septembrie 1919, armata germană a fost reorganizată ca Übergangsheer ("Armata de tranziție"). Această organizare provizorie a durat până la 1 ianuarie 1921, când titulatura Reichswehr a fost atribuită oficial, iar organizarea acesteia a fost determinată de limitele impuse de către Tratatul de la Versailles. Între 1920-1926, armata "Reichswehr"-ului a fost condusă de generalul Hans von Seeckt, care de fapt era principalul ei întemeietor. „Reichswehr” este denumirea armatei germane până în 1935, când va fi schimbată în „Wehrmacht” (în trad. „Forța de Apărare”).    

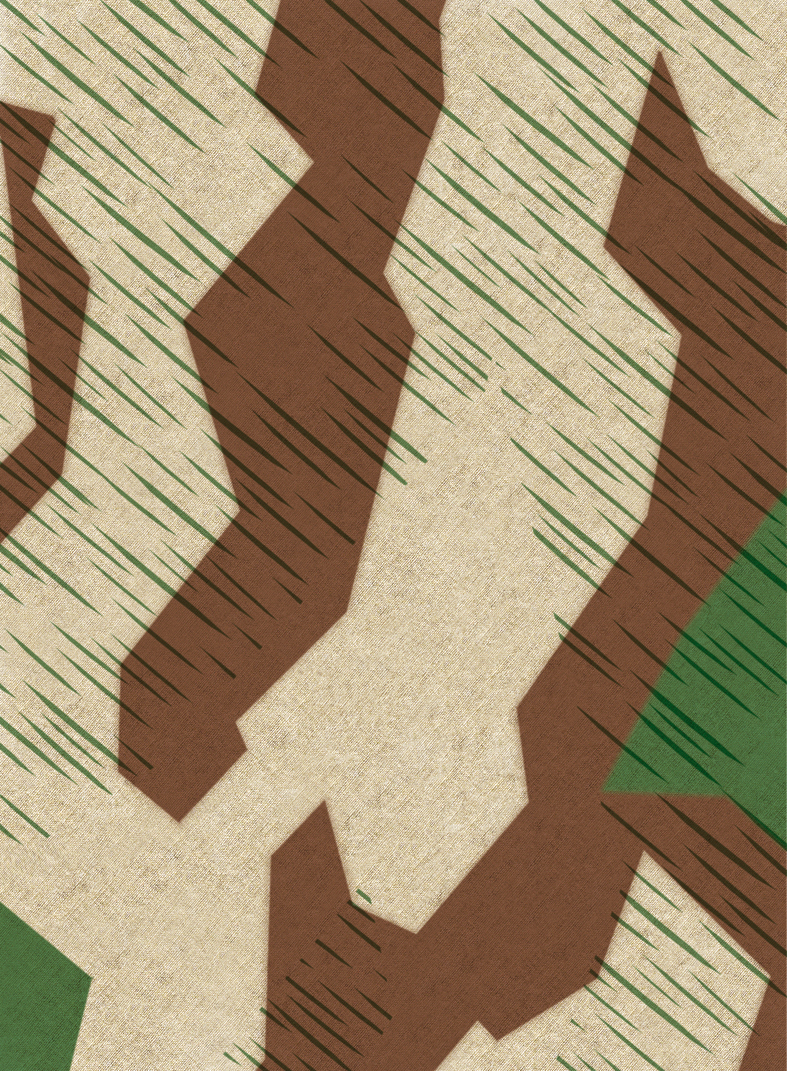
Design de camuflaj german pentru corturile militare introdus în1931

Conform limitărilor impuse de Tratatul de la Versailles, care stipula o armată de 100.000 de oameni, compoziția Reichswehr era următoarea 
- Reichsheer, forțele terestre compuse din două comandamante:
  - șapte divizii de infanterie;
  - trei divizii de cavalerie;

Posedarea de aviație militară, tancuri sau artileria grea erau interzise.